# Anysia ze Soluně
Svatá Anysia ze Soluně byla ve 4. století křesťanská panna a mučednice.
Narodila se do bohaté a vážené rodiny v Soluni. Sama se rozhodla žít ve slibech čistoty, chudoby a modlitby. Své bohatství rozdávala chudým.
Když jednoho dne odešla na mši, potkala římského vojáka. Když voják zjistil, že je křesťankou, zastavil Anysiu, začal ji bít a chtěl ji donutit, aby s ním šla do pohanského chrámu, kde měla obětovat bohům. Ona se však nevzdala a voják ji propíchl mečem.
Josef Hymnographus sepsal v 9. století mučednici svaté Anysii ze Soluně kánon. Na žádost císaře Konstantina Porfyrogennéta (913—969) sepsal Symeón Logothét zvaný Metafrastés životopis svaté Anysii ze Soluně.
Zemřela roku 304.
Její svátek se slaví 30. prosince. V pravoslavném kalendáři 12. ledna.